# 沙县
沙县（闽语闽中片沙县话：[sua 44 kuɪ̃ 31]），古称沙村、沙阳，是中国历史上的一个县级行政区划，位於福建省中部，沙溪河下游，總面積1815平方千米。始建于东晋义熙年间，曾是闽中地区的重要行政文化中心。2021年，沙县撤销，改为三明市沙县区，區政府駐府前中路89號。

## 县名由来
沙县之名源自流经该地的主要溪流——沙溪，东晋太元四年（公元379年）设置的沙戍、以及后续的沙村县均以沙溪为名；而沙溪之名则来源于其水域内多有沙洲。

## 历史沿革
沙县地区古属九州中的扬州，在周朝时为七闽地，战国时期越人在此地建立闽越国。秦朝时此地为閩中郡辖区，汉朝建立后复归闽越国。冶县（行政中心在今福州）建立后，沙县地区属之，建安元年（公元196年）属南平縣。三国时期，孫吳政权设立晋安郡，南平县及沙县地区属之。东晋太元四年，南平县改称延平县，并在南乡沙源地设置沙戌，其后于义熙年间升格为沙村县。南朝时期，沙村县建制得以延续，隋朝统一中国后，沙村县改属丰州，后废除该县，辖境属建安郡。
唐武德四年（621年），沙村恢复县制，改名沙县，旋即撤销并入建安县。永徽六年（665年）再度复置，隶属于建州，开元十三年（725年）析县境西部置宁化县。大历十二年（777年），沙县改隶汀州。中和四年，沙县县治迁往凤林岗，原址在今古县村。
唐朝灭亡后，沙县属闽国。948年，取代闽国统治的南唐升延平军为剑州，沙县属之。南唐并入北宋后，宋廷于太平兴国四年（公元979年）以利州路有剑州，改剑州为南剑州，沙县属之。元朝初年，南剑州改为南剑路，大德六年（1302年）改为延平路，沙县属之。
元末至正年间，陈友定控制福建，沙县亦处于其势力范围，明朝洪武元年（公元1368年），朱元璋消灭陈友定政权，升延平路为延平府，沙县隶属于延平府。明朝镇压沙县邓茂七起义（1448年－1449年）后，景泰三年（1452年），福建都督范雄、刑部右侍郎薛希琏、巡按监察御史陈员韬请求析沙县二十四都部分及二十五至三十二都设立永安县，获得批准。明成化六年（1470年），将沙县十九都部分划归新设的明溪县。清朝沿袭明制，未更改沙县隶属与辖境。
中华民国成立初期，由于废府政策，延平府撤销，沙县隶属于建安道。国民革命军北伐后，废除道制，沙县直属于福建省政府。1922年—1927年，军阀郭锦棠、郭凤鸣兄弟割据沙县一带。1933年底闽变爆发，沙县在新成立的中华共和国中属于延建省，1934年国军消灭中华共和国政权后，沙县被中国共产党率领的中国工农红军东方军攻克并短暂成立中华苏维埃共和国沙县革命委员会，2月红军撤出沙县，沙县重归国民政府管辖。
1934年末，福建省设立10个行政督察区，沙县隶属第三行政督察区。1935年，福建省将10个行政督察区改为7个行政督察区，沙县隶属第二行政督察区。1939年，福建省政府析沙县三元、尾历（今梅列）一带置三元特种区，一年后脱离沙县升格为三元县。1949年6月，中国人民解放军接管沙县，沙县先后属于福建省第二专区、南平专区、三明专区、三明地区和三明市。
2021年2月3日，福建省人民政府撤销沙县，以原沙县域设立三明市沙县区。

## 行政区划
截至2020年底，沙县下辖2个街道办事处、4个行政建制镇、4个乡级行政区和4个类似乡级行政区划，分别为：
凤岗街道、虬江街道、青州镇、夏茂镇、高砂镇、高桥镇、富口镇、大洛镇、南霞乡、南阳乡、郑湖乡、湖源乡、金沙园开发区、金古园开发区、青山纸业工业区和海西物流园区。